# 宾福寿
宾福寿（?—?），太平天国将领。清代广西省人。
宾福寿是木工出身。参加金田起义，封典木匠，职同总制。1853年1月，大军进入武昌，在湖北参加太平军的木工，都由宾福寿统率，升为职同将军。3月，建都天京后，大兴土木，建造各王府，因此木工愈多。宾福寿在天京督造宫室，建立木营，升为职同指挥。8月，封恩赏丞相。1854年5月，升为冬官又正丞相，专理木营事务。1861年，封福寿天朝九门御林殿前工部正冬官，又任冬官正丞相。